# Convención Nacional Republicana

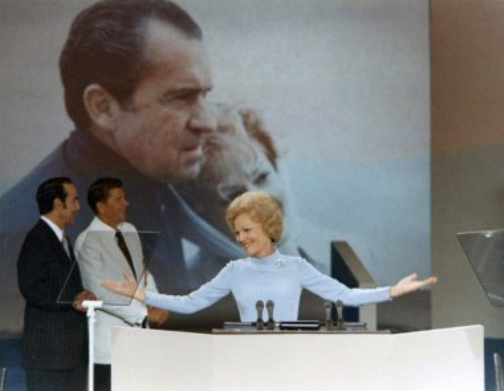
La primera dama Pat Nixon hablando ante los delegados de la Convención Republicana de 1972

La Convención Nacional Republicana es la instancia mediante la cual se elige al candidato a presidente y vicepresidente del Partido Republicano de los Estados Unidos así como la plataforma general del partido. Es organizada por el Comité Nacional Republicano y tiene delegados electos por cada Estado de los Estados Unidos así como los diversos territorios. A diferencia de la Convención Nacional Demócrata, la republicana no posee la figura de «superdelegados». 
La primera se realizó en Lafayette Hall, Pittsburgh el 22 y 23 de febrero de 1856. La Convención de 1860 nominó exitosamente a Abraham Lincoln como candidato presidencial. Debido al estallido de la Guerra de Secesión, la Convención de 1864 fue llamada «de Unión Nacional», pues incluía a demócratas fieles a Washington. En 1924 se aprobó por parte del Comité Nacional incluir un representante de cada género por cada comité estatal en la Convención.
Conforme el partido fue girando más a la derecha y apropiándose del conservadurismo las divisiones internas empezaron a notarse más en las Convenciones Republicanas. En 1976 se dio la más reciente «convención rota» o contestada del Partido Republicano (cuando el candidato designado no está seguro y se dan pugnas internas y diversas rondas de votación para su designación) cuando el entonces gobernador Ronald Reagan estuvo a punto de superar a Gerald Ford quien buscaba la reelección. En 1992 Pat Buchanan emitió un discurso en la Convención Republicana de ese año asegurando que el partido se encontraba del lado conservador en la «guerra cultural» (oposición al aborto, el matrimonio igualitario, la educación sexual, el laicismo, etc.). Esto fue criticado por algunos sectores liberales y moderados que consideraban que dicha posición le restaría votos al candidato republicano George Bush, padre.